# آمینوفنازون
آمینوفنازون (انگلیسی: Aminophenazone) (یا آمینوپیرین، آمیدوپیرین، پیرامیدون) یک ماده ضددرد غیرمخدر است. این دارو یک پیرازولون و مشتق فنازون است که همچنین دارای خواص ضدالتهابی و ضد تب است. این دارو در حالی که ارزان و مؤثر است، به ویژه در درمان روماتیسم، خطر جدی عوارض جانبی شدید و گاهی کشنده، از جمله آگرانولوسیتوز را به همراه دارد. در حالی که تولید و استفاده از آن در بسیاری از کشورها از جمله فرانسه، تایلند، هند و ژاپن ممنوع شده‌است، هنوز هم گاهی در کشورهای در حال توسعه استفاده می‌شود.
آزمایش تنفس با آمینوپیرین نشان‌دار شده با ۱۳C به‌عنوان اندازه‌گیری غیرتهاجمی فعالیت متابولیک سیتوکروم P-450 در تست‌های عملکرد کبد استفاده شده‌است. همچنین در اندازه‌گیری کل آب بدن در سیستم بدن انسان استفاده می‌شود.

## تاریخچه
آمینوفنازون نخستین بار توسط فردریش اشتولتز و لودویگ نور در اواخر سده نوزدهم سنتز شد و از سال ۱۸۹۷ به عنوان داروی ضد تب معروف به پیرامیدون توسط هوکست تا جایگزینی نهایی آن توسط پروپیلکول بی‌خطرتر فروخته شد.

## کاربرد دیگر
برخی از جاسوسان سازمان اطلاعات نظامی ارتش آلمان نازی در جنگ جهانی دوم از این ترکیب با حل پودر آن در آب و الکل برای ساخت جوهر نامرئی استفاده می‌کردند.

## علائم
علائم قرار گرفتن در معرض این ترکیب عبارتند از:
- واکنش‌های آلرژیک
- اثر اسپاسمولیتیک قوی بر روی عضلات صاف عروق خونی محیطی
- تحریک پذیری
- فلج
- عرق کردن زیاد
- مردمک‌های گشاد شده
- افت شدید و سپس افزایش دمای بدن
- سوزش ادرار
- تنگی نفس
- اضطراب
- تنسموس رکتوم
- تکرر ادرار
- تب متناوب
- نفوذ چربی به کبد
- تحلیل رفتن ماهیچه قلب
- مرگ ناشی از نارسایی گردش خون به دنبال فروپاشی قلبی عروقی

آگرانولوسیتوز اغلب رخ می‌دهد. بلع ممکن است باعث تحریک سیستم عصبی مرکزی، استفراغ، تشنج، سیانوز، وزوز گوش، لکوپنی، آسیب کلیه و کما شود. بلع همچنین ممکن است منجر به حالت تهوع، اختلالات روانی، متهموگلوبینمی، خون شکلاتی رنگ، سرگیجه، درد اپی‌گاستر، مشکل در شنوایی، نبض نخ و آسیب کبدی شود.
سایر علائم گزارش شده از طریق بلع شامل کم خونی همولیتیک، پورفیری و خونریزی شدید دستگاه گوارش است. افسردگی مغز استخوان نیز رخ می‌دهد. عوارض چشمی نادر شامل نزدیک بینی گذرا حاد است.
علائم مزمن عبارتند از:
- بی‌اشتهایی
- ادم
- الیگوری
- کهیر
- حساسیت بیش از حد
- کم‌خونی آپلاستیک
- گلو درد
- تب
- غشای حلق ملتهب
- یرقان بزرگ شدن کبد و طحال
- درماتیت لایه بردار
- فرسایش معده یا اثنی عشر همراه با سوراخ یا خونریزی
- نکروز آدرنال
- پورپورای ترومبوسیتوپنیک
- لوسمی حاد

وقتی برای تجزیه گرم می‌شود، این ترکیب بخارات سمی اکسیدهای نیتروژن منتشر می‌کند.